# ساينت أنتوني (نيو برونزويك)
ساينت أنتوني (بالإنجليزية: Saint-Antoine, New Brunswick)‏ هي قرية تقع في كندا في Kent County, New Brunswick. يقدر عدد سكانها بـ 1,770 نسمة ومساحتها 6.43 كم2 .

## أعلام
- كلود وليامز